# Kladnart
Kladnart – wieś w Słowenii, w gminie Vojnik. W 2018 roku liczyła 3 mieszkańców.